# Alexandr Pavlovič
Alexander Pavlovič (19. září 1819 Šarišské Čierne – 25. prosince 1900 Svidník) byl rusínský národní buditel, básník a řeckokatolický kněz. Čestný občan města Svidník in memoriam.

## Život
Narodil se v rodině řeckokatolického kněze, byl nejmladší ze sedmí dětí. Jako devítiletý osiřel a vychovával ho jeho bratr, který byl knězem v obci Beňkova Vyšnja u Lvova. Studoval ve Lvově, Bardejově, Miskolci, Egeru. V roce 1847 vystudoval Teologickou akademii v Trnavě a v roce 1848 byl řeckokatolickým biskupem Josefem Gagancem vysvěcen na kněze. Působil na faře v Beloveži a na faře v tehdejším Vyšném Svidníku.

## Dílo
Básně:
- Hory, hory zeleneňky, jak vas ne vidaty
- Ja syn Beskydov
- Ja v Karpatskom kraju russku mamku maju
- Syritka služnycja
- Zamerzšaja syrota
- Pesň syroty: Prežalostno spyvam/Slezamy sja vmyvam/, Psytnyj, bidnyj chlopec, Ne žyje moj otec